# Hădăreni, Mureș
Hădăreni (în trecut Hădărău; în maghiară Hadrév sau Aranyoshadrév) este un sat în comuna Chețani din județul Mureș, Transilvania, România.

## Geografie
Localitea se află pe malul râului Arieș, amplasat la intersecția a trei zone geografice: Câmpia Transilvaniei, Valea Mureșului și Arieșului și este traversat de drumul național DN15/E60. Hădăreni este străbătut de Autostrada A3 cu care este legat prin nodul rutier din Chețani. Totodată, calea ferată Războieni (Cucerdea Secuiască) – Târgu Mureș trece prin reședința de comună, Chețani.
Satul este renumit despre "tuf de Hădăreni" (strat reper, gros de câțiva metri), care aflorează pe dealul învecinat, a servit ca material de construcție pentru multe case din localitate. Stratul are forma unui brâu ondulat, de culoare cenușie, de unde denumirea sa locală ("Dealul cu Brâu").

## Istoric

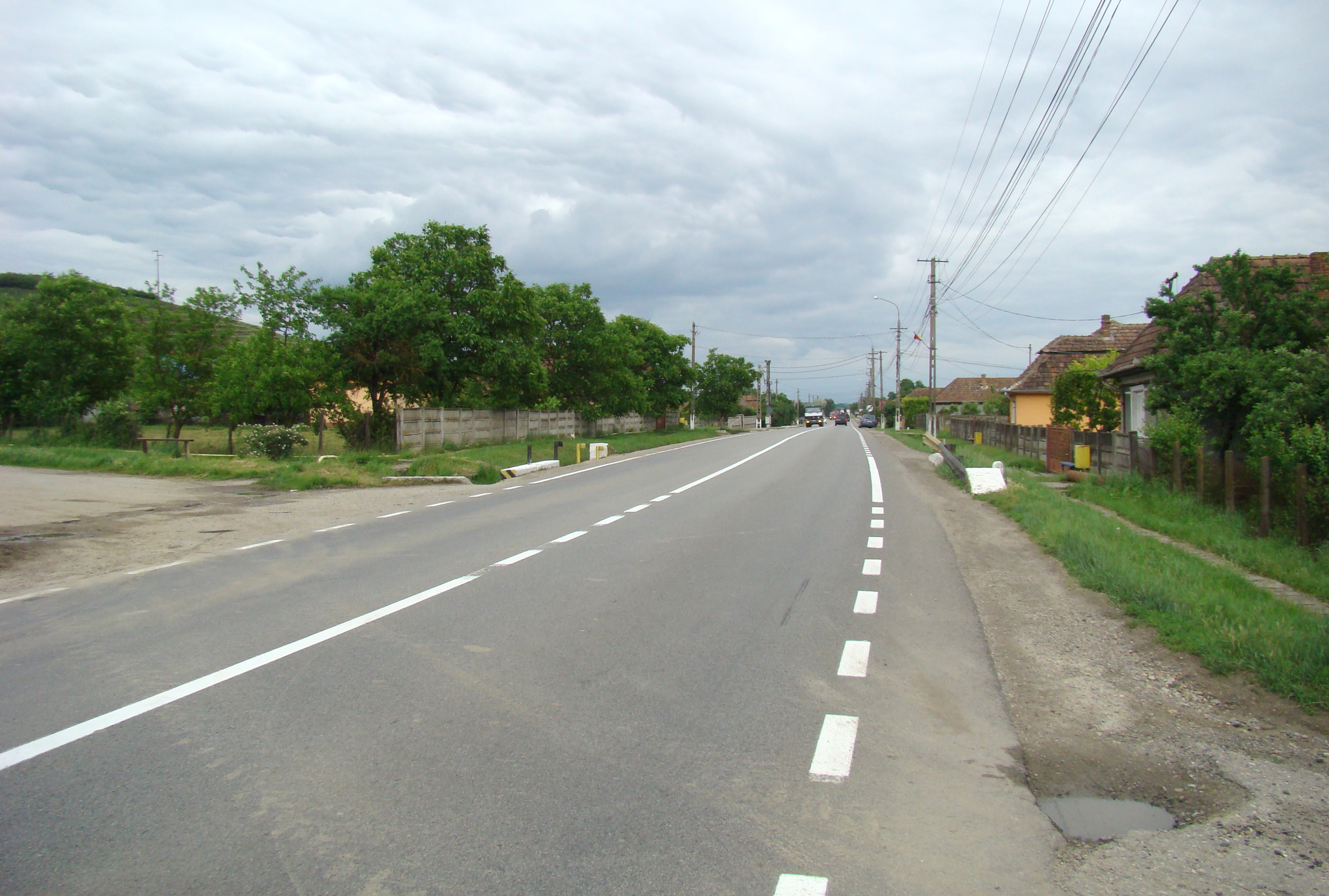
E60 în Hădăreni

Localitatea Hădăreni este atestată documentar prima dată în anul 1270 sub denumirea de Horyw. În 1339 apare sub forma Hodrew și în 1382 ca Hadrew. Despre existența bisericii medievale nu există date. În această perioadă din punct de vedere administrativ a făcut parte din comitatul Turda.
În Evul Mediu satul era domeniu latifundiar care a aparținut mai multor familii nobiliare. În secolul al XV-lea a fost în prorietatea familiei Hadrev. Documentele atestă că în 1574 a intrat în posesia familiei Apafi⁠(fr)[traduceți] care a schimbat domeniul cu principele Transilvaniei, Sigismund Báthory. În șirul propritarilor cunoscuți se enumeră Pál Gerendi, notarul Lukas Trausner din Cluj, respectiv familiile Szilvásy și Miksa.
În secolul al XVI-lea, în urma Reformei Protestante, locuitorii sunt amintiți să fie unitarieni. Sub domnia principelui Transilvaniei, Gheorghe Rákóczi I sătenii au devenit reformați.
Pe Harta Iosefină a Transilvaniei din 1769-1773 (Sectio 125), localitatea apare sub numele de „Hadrev”. Între satele Ketze (Chețani), Hadrev (Hădăreni) și Keresztur (Grindeni) pe hartă sunt marcate prin "Gericht" și prin semnul π două locuri publice de pedepsire a delicvenților în perioada medievală. Cele două locuri se găsesc la distanță unul față de celălalt, pe vârfurile a două dealuri. În 1784 odată cu împărțirea în Bezirke decisă de împăratul Iosif al II-lea comitatul Turda s-a desființat. Din 1876, odată cu implementarea reformei administrative din Regatul Ungariei, satul a făcut parte din Comitatul Turda-Arieș, districtul Luduș (în maghiară Marosludasi járás). 
În septembrie 1944 în urma luptei de la Turda⁠(en)[traduceți] au căzut la marginea localității douăzeci de soldați maghiari.

### Conflicte interetnice
La 20 septembrie 1993, pe fondul unei stări tensionate datorate comportamentului unor romi din sat, precum jigniri, bătăi, furturi, tâlhării și violuri, pe fondul atitudinii pasive a organelor de poliție din localitate, în urma unei altercații provocate între 3 romi și un român, un tânăr din localitate, tatăl unei fetițe de 1 an, chemat să intervină în apărarea tatălui său, a fost omorât prin înjunghiere cu un cuțit de către aceștia.
Vestea uciderii acestuia s-a răspândit rapid în comunitatea locală. O mulțime numeroasă s-a adunat spontan și a luat atitudine împotriva romilor care se refugiaseră și se blocaseră într-o casă. Din mulțime faceau parte și membrii ai poliției locale inclusiv șeful secției de poliție, care apoi au încercat să ascundă faptele. Și deoarece la solicitarea lor, aceștia au refuzat să iasă afară, mulțimea a dat foc casei. Doi dintre romi au încercat să părăsească în fugă casa incendiată, dar au fost prinși și linșați, în timp ce al treilea a ars de viu înăuntru. Mulțimea înfuriată s-a deplasat prin sat dând foc la 13 case în care locuiau romi.
În urma procesului care a urmat, cinci români au fost condamnați la câte 2 ani cu suspendare, iar alți trei la câte 5 ani, totalizând 25 de ani de închisoare. Totodată, conform sentinței Înaltei Curți de Casație și Justiție de la București, inculpații condamnați au fost obligați să plătească familiilor victimelor despăgubiri în valoare de 2.130.000.000 lei. Pe de altă parte însă, Curtea Europeană a Drepturilor Omului (CEDO) a hotărât în Cauza Moldovan contra României acordarea unor sume variind între 11.000 și 95.000 de euro, în total 262.000 de euro, pentru daunele morale și materiale suferite de unii romi din localitate, cărora li s-a ars casa și li s-au distrus bunuri. Ulterior suma a fost suplimentată cu încă 288.000 de euro, deci un total general de 550.000 de euro. CEDO a mai stabilit, de asemenea, că originea etnică a celor implicați in conflict a fost factorul determinat in evoluția evenimentelor. Statul român a dat un ajutor pentru construirea a 8 case. Stabilirea despăgubirilor s-a făcut doar pe baza declarațiilor romilor, românii din localitate considerând că ei exagerează pagubele, în dorința de a se înavuți pe seama suferințelor lor.

## Demografie
La recensământul din 1910 au fost numărați 935 locuitori dintre care 275 erau vorbitori nativi de limba maghiară și 631 de română. Structura confesională arăta o majoritate catolică (66 romano-catolici, 639 greco-catolici), urmată de o comunitate reformată însemnată (187 reformați).
În anul 1992 satul Hădăreni număra 870 de locuitori, dintre care 600 români (69,0%), 147 maghiari (16,9%) și 123 romi (14,1%).

## Locuri

### Lăcașuri de cult
- Biserica reformată este amplasată pe drumul principal din localitate. Construit în stil neoclasicist în secolul trecut și amenajat după tradițiile cultului reformat, este o clădire cu valoare istorică care atestă prezența protestantismului elvețian pe meleagurile din Transilvania. Inițial locuitorii maghiari din Hădăreni erau romano-catolici. Biserica satului a fost preluată în anul 1570 de unitariani, iar în secolul al XVII-lea (la dorința familiei stăpânitoare Trauzner) de reformați.
- Biserica ortodoxă, cu hramul „Sfinții Arhangheli Mihail și Gavriil", a fost zidită în anul 1910 de greco-catolici. Stilul bisericii este un amestec de neogotic și bizantin cu un singur turn. Biserica veche construită din lemn, a fost amintită în documente în prima jumătate a secolului al XVIII-lea.[necesită citare]

Edificiile religioase
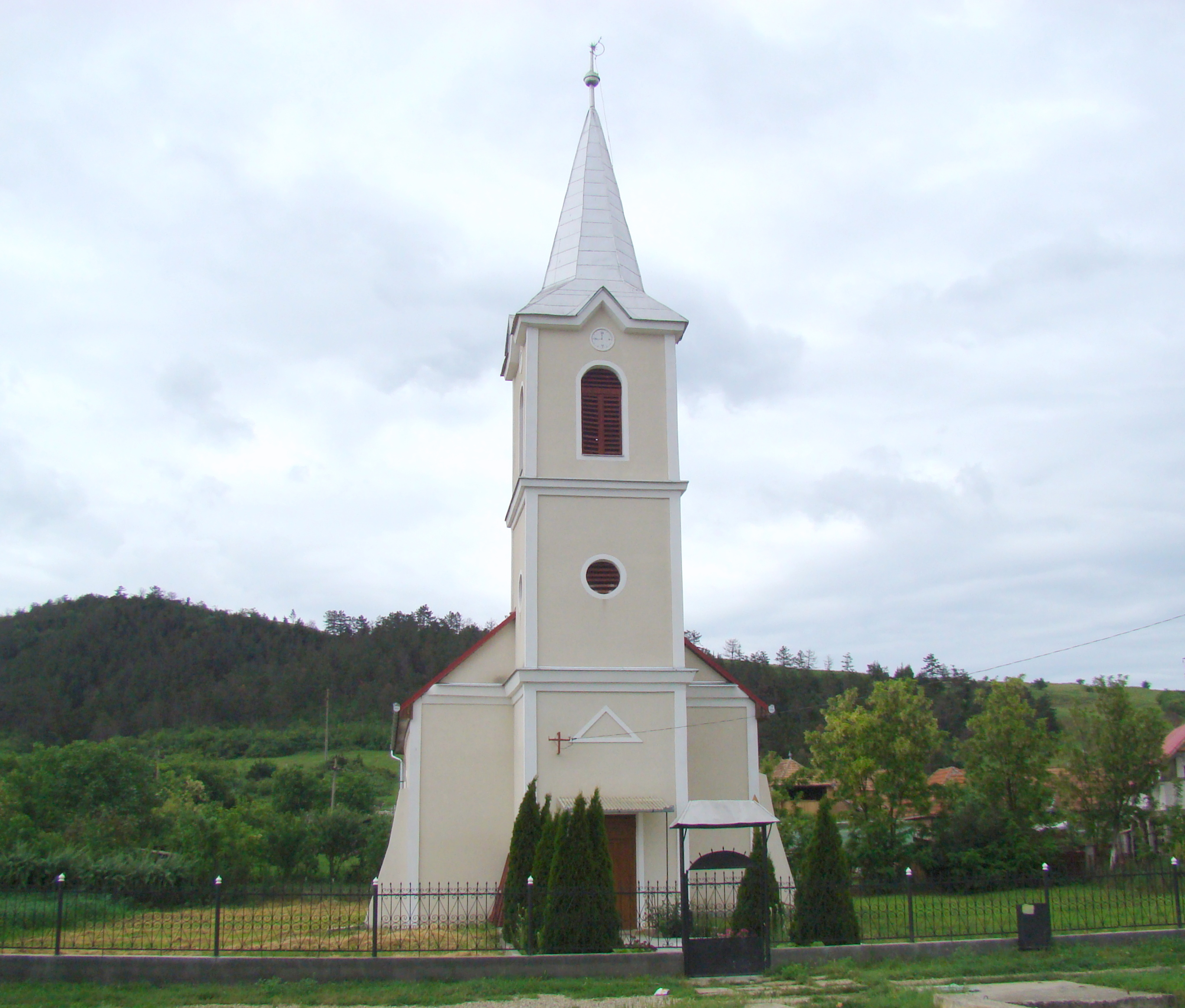
Biserica reformată
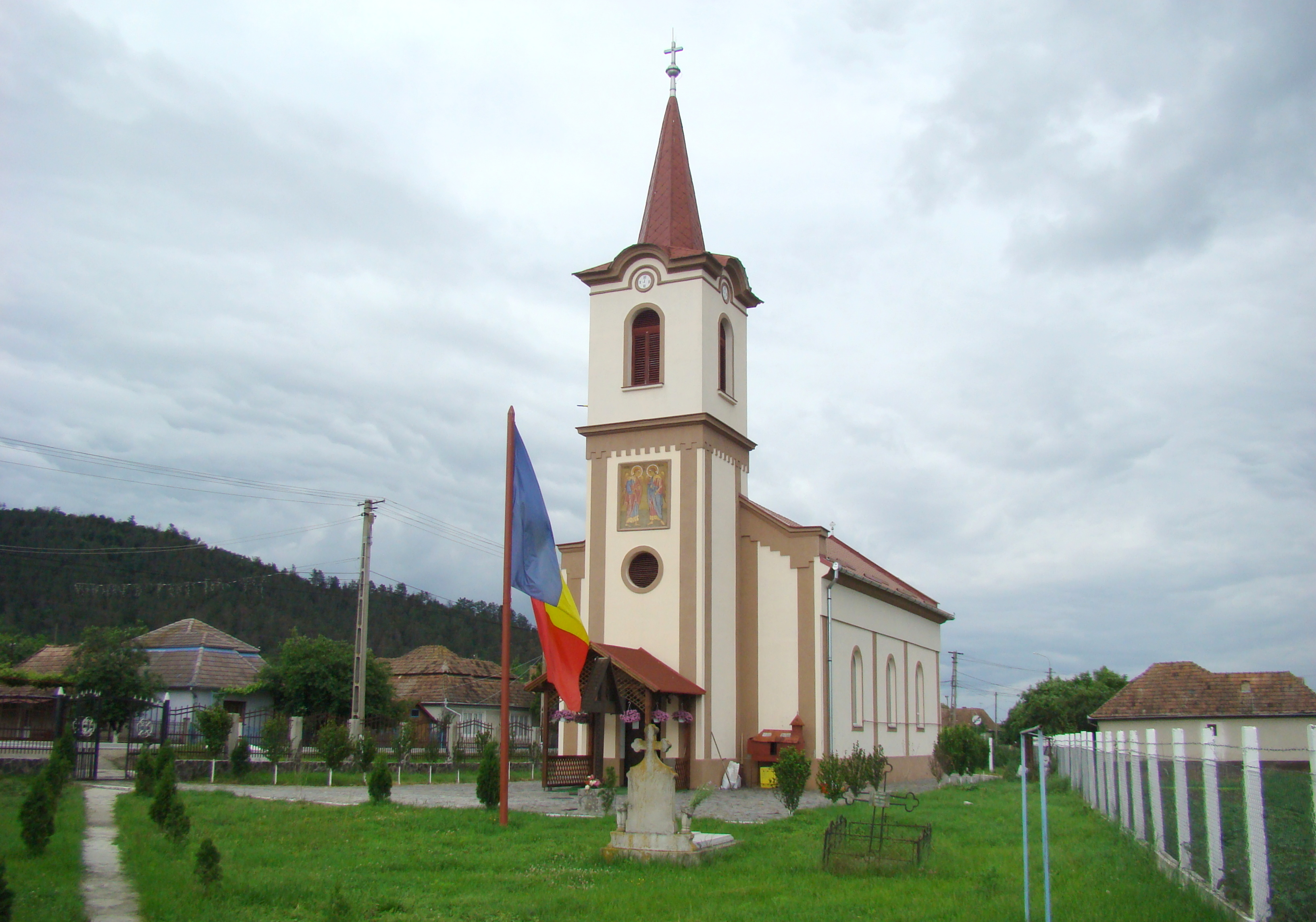
Biserica ortodoxă

### Altele
- Coasta Lunii, sit de importanță comunitară (SCI) desemnat în scopul protejării biodiversității și menținerii într-o stare de conservare favorabilă a florei spontane și faunei sălbatice, precum și a habitatelor naturale de interes comunitar aflate în arealul zonei protejate.[6]

## Personalități
S-au născut sau au trăit în localitate:
- Imre Miksa (1842-1915), jurist, deputat, absolventul facultăților de drept din Cluj și Berlin, ales în 1901 ca deputatat la Budapesta, susținătorul lui Albert Apponyi, descendentul episcopului Francisc David și familiei Trauzner[7][8]
- baroneasa Karola Szilvássy (1876-1948), scriitoare, regizoare, actriță, asistentă  medicală voluntară în timpul Primului Război Mondial, președintele Uniunii Femeilor Reformați, muza contelui scriitor Miklós Bánffy[9][10]
- Béla Szilvássy (1841-1920), latifundier, tatăl baroneasei Karola Szilvássy[10][11]
- Lukács (Lukas) Trauzner, latifundier de origine săsească, notarul orașului liber regesc Cluj, susținătorul principelui Moise Székely, considerat de unii ca fiind adeptul unitarianismului radical (sabtarianism secuiesc), soțul fiicei (Kata Dávid) primului episcop al bisericii unitariene din Transilvania, Francisc David[12]